# Viva Tu (álbum de Manu Chao)
Viva Tu es el quinto álbum de estudio en solitario del cantautor franco-español Manu Chao, es el primer álbum de estudio del cantante en 17 años desde el lanzamiento de La Radiolina en 2007, lanzado el 20 de septiembre de 2024. Las canciones están en idiomas como Español, Francés, Portugués e Inglés.

## Historia y Contexto
Tras el lanzamiento de La Radiolina en 2007, Manu Chao se enfocó en giras y sencillos ocasionales, así como en colaboraciones con otros artistas y proyectos sociales. En 2023, publicó "Inna Reggae Style", una recopilación de diez canciones que había lanzado anteriormente junto a Chalart58. En 2024, Manu Chao regresó al panorama musical con el sencillo "Viva Tu," una rumba dedicada a sus vecinos de Barcelona, marcando el inicio de una nueva etapa en su carrera.

## Composición y Producción
El álbum incluye 13 canciones inspiradas en los viajes y experiencias cotidianas de Manu Chao, cantadas en español, francés, portugués e inglés. El sencillo "Viva Tu" refleja temas de autoaceptación y simplicidad de la vida cotidiana. "São Paulo Motoboy," el segundo sencillo lanzado en junio de 2024, es un homenaje a los repartidores de São Paulo.

## Colaboraciones
El álbum cuenta con colaboraciones de artistas como Willie Nelson en “Heaven’s Bad Day” y la cantante francesa Laeti en “Tú te vas.”

## Lista de canciones[4]
1. Vecinos En El Mar
2. La Couleur du Temps
3. River Why
4. Viva Tu 
5. Heaven's Bad Day (feat. Willie Nelson)
6. Tu Te Vas (feat. Laeti)
7. Coraçao No Mar
8. Cuatro Calles
9. La Colilla
10. São Paulo Motoboy
11. Tom et Lola
12. Lonely Night
13. Tantas Tierras